# چتون (ایلینوی)
چتون (به انگلیسی: Chatton) یک منطقهٔ مسکونی در ایالات متحده آمریکا است که در شهرستان آدامز، ایلینوی واقع شده‌است. چتون ۲۱۷٫۰۲ متر بالاتر از سطح دریا واقع شده‌است.